# Карлос Клос Гомес
Калос Клос Гомес (ісп. Carlos Clos Gómez, нар. 30 червня 1972, Сарагоса, Іспанія) — іспанський футбольний арбітр. Арбітр ФІФА з 2009 року. 

## Кар'єра

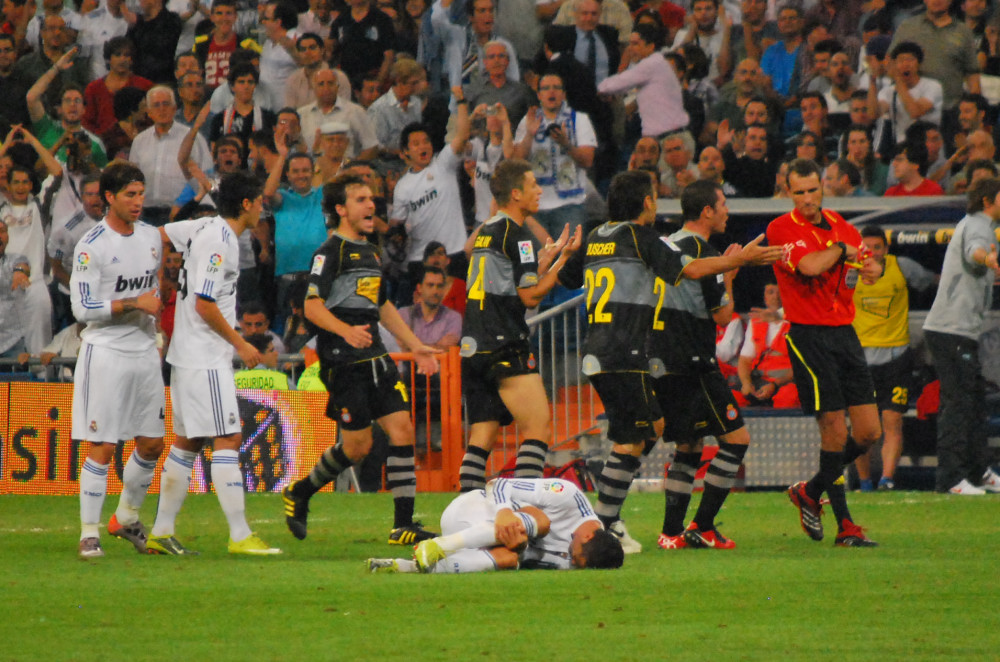
Карлос у матчі Реал (Мадрид) — Еспаньйол

### Іспанія
Розпочав свою кар'єру судді в 1997 році в Сегунда Дивізіон Б. У сезоні 2005/06 дебютує в Прімері. 
У 2012 судив матч з Суперкубка Іспанії між «Барселоною» та «Реал» (Мадрид) 3:2. 
29 березня 2014 Гомес відсудив свій 150-й матч у Прімері, це було барселонське дербі «Еспаньйол» та «Барселона» 0:1.

### Міжнародна кар'єра
З 1 січня 2009 року іспанець арбітр ФІФА. 
23 липня 2009 дебютував у Лізі Європи, судив матч між «Гентом» та «Нафтаном» 1:0.
З 2010 обслуговує матчі між національними збірними.

## Матчі національних збірних
| Дата           | Місце проведення    | Збірні                  | Рахунок | Турнір               | ЖК | YK · YK · RK | RK |
| -------------- | ------------------- | ----------------------- | ------- | -------------------- | -- | ------------ | -- |
| 24 травня 2010 | Ковілья, Португалія | Португалія – Кабо-Верде | 0 – 0   | Товариський матч     | 6  | 0            | 0  |
| 3 вересня 2010 | Пірей, Греція       | Греція – Грузія         | 1 – 1   | Кваліфікація ЧЄ 2012 | 5  | 0            | 0  |
| 7 вересня 2012 | Вільнюс, Литва      | Литва – Словаччина      | 1 – 1   | Кваліфікація ЧС 2014 | 3  | 1            | 1  |
| 6 лютого 2013  | Севілья, Іспанія    | Норвегія – Україна      | 0 – 2   | Товариський матч     | 1  | 0            | 1  |
| 1 червня 2014  | Ніцца, Франція      | Франція – Парагвай      | 1 – 1   | Товариський матч     | 6  | 0            | 0  |
| 9 жовтня 2014  | Вільнюс, Литва      | Литва – Естонія         | 1 – 0   | Кваліфікація ЧЄ 2016 | 3  | 1            | 0  |